# Cabot (affluent de la Nuéjouls)
Pour les articles homonymes, voir Cabot.
Le Cabot est une rivière du sud de la France du département de l'Aveyron et un sous-affluent de la Garonne par la Nuéjouls le Dourdou de Camarès et le Tarn.

## Géographie
De 10,3 km de longueur, elle prend sa source dans le Massif central dans les contreforts des Monts de Lacaune dans le département de l'Aveyron sur la commune de Montagnol. Elle se jette dans la Nuéjouls à Fayet.

## Départements et communes traversées
- Aveyron : Saint-Félix-de-Sorgues, Sylvanès, Montagnol, Fayet.

## Principaux affluents
- Ruisseau de Tronas : 3 km
- Ruisseau des Vernhasses : 3 km
- Ruisseau du Mas Nau : 3,9 km